# Municipalità locale di Nama Khoi
Nama Khoi è una municipalità locale (in inglese Nama Khoi Local Municipality) appartenente alla municipalità distrettuale di Namakwa della Provincia del Capo Settentrionale in Sudafrica. 
In base al censimento del 2001 la sua popolazione è di 44.750 abitanti.
La sede amministrativa e legislativa è la città di Springbok e il suo territorio si estende su una superficie di 15.025 km² ed è suddiviso in 9 circoscrizioni elettorali (wards). Il suo codice di distretto è NC062.

## Geografia fisica

### Confini
La municipalità locale di Nama Khoi confina a nord, con la Namibia, a est con quella di Khâi-Ma e con il District Management Areas NCDMA06, a sud con quella di Kamiesberg e a ovest con quella di Richtersveld e con l'Oceano Atlantico.

### Città e comuni
- Buffelsrivier
- Bulletrap
- Carolusberg
- Concordia
- Kleinzee
- Komaggas
- Nababeep
- Okiep
- Springbok
- Steinkopf
- Vioolsdrif

### Fiumi
- Brak
- Brand
- Buffels
- Doring
- Drodab
- Eselsfontein
- Groen
- Jaagleegte
- Melk
- Orange
- Kirrie
- Komaggas
- Koeries
- Kosies
- Koubank
- Rooiplatklip
- Sabies
- Skaap
- Stry
- Wyepoort
- Wolwepoort